# Drozhzhanovsky (distrito)
Drozhzhanovsky é um distrito do Tartaristão, uma das repúblicas da Rússia.